# Ракетно оружје
Ракетно оружје (енгл. missile) је врста пројектила на ракетни погон, са класичним или нуклеарним пуњењем. Обухвата ракетна зрна, балистичке и аеродинамичке вођене ракете, лансирне уређаје, системе за вођење и другу опрему за припрему, лансирање, вођење и дејство на циљ. Ракетно оружје може бити у саставу јединица КоВ, РМ и РВ, или у самосталним ракетним јединицама.

## Историја
Ракете су биле претеча модерних пројектила, а прве ракете су коришћене као погонски системи за стреле још у 10. веку у Кини. Употреба ракета као оружја пре модерне ракетне технике потврђена је у Кини, Кореји, Индији и Европи. У 18. веку, ракете са гвозденим кућиштем коришћене су у Индији од стране Краљевине Мајсора и Царства Марата против Британаца, која је развијена у Конгревову ракету и коришћена у Наполеоновим ратовима.
Почетком 20. века, Американац Роберт Годард и Немац Херман Оберт развили су ране ракете које су покретали млазни мотори. Током 1920-их, Совјетски Савез је развио ракете на чврсто гориво у Лабораторији за гасну динамику. Касније, прве ракете које су се оперативно користиле биле су серије ракетно базираних пројектила које је развила нацистичка Немачка током Другог светског рата, укључујући летећу бомбу В-1 и ракету В-2 које су користиле механички аутопилот да би ракета летела дуж унапред одабране руте. Мање познате биле су серије противбродских и противваздушних пројектила, обично заснованих на једноставном систему радио контроле (командног навођења) којим је управљао оператер. Међутим, ови рани системи у Другом светском рату изграђени су само у малом броју. После Другог светског рата, долазак Хладног рата и развој нуклеарног оружја захтевали су брже, тачне и свестраније ракете већег домета, и развој ракета се бавило више земаља.

## Компоненте

### Системи за навођење, циљање и летење
Пројектил се најчешће води системом за навођење иако постоје ракете које су ненавођене током неких фаза лета. Навођење пројектила се односи на методе навођења пројектила до циља. Ефикасно вођење је важно, јер је тачно и прецизно постизање циљне позиције кључни фактор за његову ефикасност. Систем за навођење пројектила то постиже у четири корака: праћење циља, израчунавање праваца користећи информације о праћењу, усмеравање прорачунатих улаза на контролу управљања и управљање пројектилом усмеравањем улаза на моторе или површине контроле лета. Систем навођења се састоји од три секције: лансирања, средњег курса и терминала са истим или различитим системима који се користе у свим секцијама.
1. Погонско гориво је упаковано са рупом у средини
2. Запаљивач сагорева погонско гориво
3. Отвор делује као комора за сагоревање
4. Врући издувни гасови се гуше у грлу
5. Издувни гас излази из ракете

Системи за руковање и навођење се генерално класификују на активне, полуактивне и пасивне. У активним системима за самонавођење, пројектил носи опрему потребну за пренос зрачења потребног за осветљавање циља и примање рефлектоване енергије. Једном када је навођење покренуто, пројектил се самостално усмерава ка циљу. У полуактивним системима, извор зрачења се налази изван ракете обично у лансирној ракети која може бити авион или брод и пројектил ће примити зрачење да га води ка мети. Пошто је извор лоциран споља, лансирна ракета треба да настави да подржава пројектил све док се не усмери ка предвиђеном циљу. У пасивном систему, пројектил се ослања искључиво на информације од мете. Систем за навођење може да користи светлост као што је инфрацрвенo, ласерско или видљиво светло, радио таласе или друго електромагнетно зрачење да осветли мету. Једном када систем за навођење идентификује мету, можда ће бити потребно да се циљ непрекидно прати ако је у покрету. Систем за навођење може користити INS који се састоји од жироскопа и акцелерометра или може користити сателитско навођење (као што је GPS) за праћење положаја пројектила у односу на познати циљ. Kомпјутери пројектила ће израчунати путању лета потребну за усмеравање пројектила ка мети. У командном навођењу, људски оператер може њиме управљати ручно или ће систем за подршку или лансирање преносити команде користећи оптичко влакно или радио за вођење пројектила. Систем лета користи податке из система за циљање или навођење за маневрисање пројектила у лету, што се може постићи коришћењем векторског потиска мотора или аеродинамичког маневрисања коришћењем површина за контролу лета као што су крила, пераја и канарди.

### Мотор
Ракете се покрећу погонским горивом које се пали да би произвело потисак и могу користити типови ракетних или млазних мотора. Ракете би могле бити напајане чврстим погонским горивом које је релативно лакше за одржавање и које омогућава брже распоређивање. Ова горива садрже гориво и оксидант помешане у одабраним пропорцијама са величином зрна и комором за сагоревање која одређује брзину и време сагоревања. Веће ракете могу користити ракете на течно гориво где је погон обезбеђен једним или комбинацијом течног горива. Хибридни систем користи чврсто ракетно гориво са течним оксидантом. Млазни мотори се генерално користе у крстарећим пројектилима, најчешће турбомлазног типа, због њихове релативне једноставности и мале предње површине, док се теоретски могу користити и турбовентилатори и рамџет. Ракете дугог домета имају вишестепени мотор и могу користити сличан тип или мешавину типова мотора. Неке ракете могу имати додатни погон из другог извора при лансирању, као што је катапулт, топ или тенковски топ.

### Бојева глава
Ракете имају једну или више експлозивних бојевих глава, иако се могу користити и други типови оружја. Главе пројектила обезбеђују примарну разорну моћ која може изазвати секундарно уништење услед кинетичке енергије оружја и неискоришћеног горива. Бојеве главе су најчешће типа високог експлозива, често користе обликована пуњења како би се искористила прецизност вођеног оружја за уништавање очврснутих циљева. Бојева глава може носити конвенционално, запаљиво, нуклеарно, хемијско, биолошко или радиолошко оружје.

## Подела
Према начину вођења ракетно оружје дели се на невођено (слободно) и вођено, према средини из које се лансира и у којој дејствује на ваздух-ваздух, ваздух-земља, земља-земља и земља-ваздух, а према облику на аеродинамичко и балистичко.
Ракетно оружје може имати бојну главу са класичним или нуклеарним експлозивом. Међуконтиненталне и балистичке ракете средњег домета могу имати једну или више бојних глава истог разорног дејства, смештених у једном кућишту, које се на већем одстојању од циља отвара и свака бојна глава наставља лет до свог циља другом путањом. Ракетно оружје средњег калибра може имати једну, или бојну главу касетног типа, у којој је смештено више мањих бојних глава или пројектила различитог облика, који кад бојна глава експлодира на одређеном одстојању од циља, покривају већу површини циља. Ракетно оружје мањег калибра, начелно, има само једну бојну главу.